# Niels Ivar Bech
Niels Ivar Bech (22. august 1920 – 25. juli 1975) var en dansk industrileder.
Han blev den første direktør for it-virksomheden Regnecentralen (RC), der blev dannet i 1955 som en forgrening af Akademiet for de Tekniske Videnskabers regnemaskineudvalg.
I perioden 1955 til Niels Ivar Bech blev afskediget i 1971, ledede han en dansk it-udvikling uden at have nogen særlig uddannelse inden for faget. Men hans evne til at ansætte gode it-kræfter var velkendt, hele medarbejderlisten hos RC var en blå bog over de første pionerer inden for dansk informationsteknologi.
Efter sin afgang fra RC blev Niels Ivar Bech tilknyttet Instituttet for Fremtidsforskning som direktør – og også her viste han med enkle midler motivationens kunst.[kilde mangler]